# Zelandotipula otagana
Zelandotipula otagana är en tvåvingeart som först beskrevs av Alexander 1922.  Zelandotipula otagana ingår i släktet Zelandotipula och familjen storharkrankar. Inga underarter finns listade i Catalogue of Life.